# Eva Ermenz
Eva Ermenz, född 4 oktober 1948, är en svensk poet, författare och skådespelare. 
Hon är gift med Johann Peter Ermenz och är bosatt i Saltsjö-Boo, Nacka. Eva Ermenz har gett ut ett tiotal böcker, mest diktsamlingar. Hon ingår i teatergruppen Duo Nostalgica.

## Biografi
Eva Ermenz började skriva noveller och dikter redan i 12-årsåldern. Efter studier och arbete vid franska och internationella företag, valde hon att bli författare på heltid. Den första publikationen var en roman tillsammans med Styrbjörn Gärde, Mastbrott 1995.  Den självständiga debuten var 1999 med diktsamlingen Den morgonen och alla andra morgnar.Därefter har hon publicerat ett tiotal böcker. Hon är också manusförfattare till teatergruppen Duo Nostalgica. Som skådespelare är hon aktiv i denna teatergrupp och har medverkat i filmen  Dogville och TV-serierna Inga Lindström och Kommissionen.
Eva Ermenz har varit ordförande i Svenska Migränförbundet och en av hennes böcker behandlar i kåserande stil personliga erfarenheter av migränsjukdomen.

## Författarskap
Den morgonen och alla andra morgnar, 1999, innehåller dikter som speglar erfarenheten av att hemmet blir tomt när barnen flyttar ut. Trilogin Skärgårdsvinge, Undervatten och Fjärilsöga tolkar stämningar och iakttagelser från naturen i haikuform. Dessa böcker är illustrerade med foton av Kjell Ahlén. Nära dig när det vänder behandlar sorg och saknad efter vuxna barn eller föräldrar som tynar bort. I Bäckebölja tar författaren upp minnesbilder från barndomen. I Johannisnatt ger minnesbilder av personligheter från förr. Med Midori anknyter författaren till haikudiktens källa i Japan. Det är en reseberättelse från Japan i dagboksform med insprängda haikudikter.I Shiro anknyter författaren som i det föregående verket till den japanska haibutraditionen. Hon följer årstiderna och får delta i en ”Shinrin yoku”, en skogsbadvandring.